# Rynagh O'Grady
Rynagh O'Grady   (Dublín, 1954 - Dublín, 8 de febrer de 2021) fou una actriu irlandesa coneguda pel seu paper de Mary O'Leary en el sitcom Father Ted del Channel 4, i de Minnie Kennedy en la pel·lícula A Love Divided (1999).

## Filmografia
Filmografia:
- Breakfast on Pluto (2005)
- Ultimate Force (2002)
- The Cassidy's (2001)
- When Brendan met Trudy (2000)
- A Love Divided (1999)
- Night Train (1998)
- Father Ted (1995–1998)
- Moll Flanders (1996)
- El cim de les viudes (Widows' Peak)  (1994)
- The Rector's Wife (1994)
- The Bullion Boys (1993)
- Cafè irlandès (The Snapper) (1993)
- Don't Leave Me This Way (1993)
- The Bill (1993)
- Far and Away (1992)
- The Commitments (1991)
- The Lilac Bus (1990)
- Number 10 (1983)
- Ascendancy (1982)
- Can We Get On Now, Please? (1980)
- S.O.S. Titanic (1979)
- The Stud (1978)
- Yanks Go Home (1977)
- The Glittering Prizes (1976)
- Within These Walls (1975)
- Les petites angleses (1975)
- Play for Today (1973)